# Kongsøre Skov
Kongsøre Skov liegt auf einer fruchtbaren Moräne etwa 2 km südöstlich des Ortes Hølkerup und etwa 300 m westlich des Isefjords im südlichen Odsherred auf der dänischen Insel Seeland. Der 246 ha große Wald enthält etwa 50 vorzeitliche Monumente. Neolithische Monumente sind Ausdruck der Kultur und Ideologie neolithischer Gesellschaften. Ihre Entstehung und Funktion gelten als Kennzeichen der sozialen Entwicklung.
Der Name des Waldes ist verbundenen mit der Legende von König Øre, der am Ort des heutigen Kalundborg getötet und im Kongsøre Skov mit einer langen goldenen Kette beigesetzt worden sein soll. Wahrscheinlicher ist der Name jedoch, wie viele andere Ortsnamen mit diesem Suffix von ør für „kiesiger Strand“ oder øre für „Landzunge“ abgeleitet.

## Kong Øres Grav
Kong Øres Grav (deutsch „König Øres Grab“, auch Kong Øres Dysse) liegt in der Mitte des südlichen Teiles des Waldes. Es entstand im Neolithikum zwischen 3500 und 2800 v. Chr. als Megalithanlage der Trichterbecherkultur. Die kleine, geplünderte Kammer ist rechteckig, etwa 1,8 m lang, 0,9 m breit, 0,8 m hoch und liegt als Längslieger (ältere Variante) im etwa einen Meter hohen, 21,5 m langen und 7,5 bis 8,5 m breiten Hünenbett. Erhalten sind 3 Seitensteine, der Deckstein, ein End- und ein Schwellenstein. Möglicherweise liegt noch ein zweiter Dolmen im Hügel. Das im Jahre 1937 restaurierte Hünenbett besteht aus 34 Randsteinen, die am Südende der Einhegung größer sind. Einer von ihnen hat 16 schalenförmige Vertiefungen.
Mythische Königsnamen verknüpfen sich auch an anderen Orten Dänemarks mit vorzeitlichen Denkmälern:
- Kong Asger Høj (auf Møn)
- Kong Dyver Sten, Kong Grøns Høj, Kong Svends Høj (alle auf Lolland)
- Kong Humbles Grav, Kong Holms Høj, Kong Renes Høj (alle auf Langeland)
- Kong Lavses Grav (auf Lyø)
- Kong Knaps Dige (eine Wallanlage), Kong Lavses Grav und Kong Rans Høj (alle auf Jütland)
- Kong Haralds Dysse, Kong Skjolds Høj, Kong Slags Dysse, Kong Svends Høj (ein Hügelgrab) und Kong Suders Høj (alle auf Seeland)

## Prinsehøjene
Prinsehøjene (dt. Prinzenhügel) sind zwei Dolmen im Rundhügel aus der Jungsteinzeit. Friedrich VII. ließ die Hügel ausgraben, als er Kronprinz war, daher rührt die Bezeichnung. Im Deckstein des einen sind 19 kleine schalenförmige Vertiefungen. Ein schmaler Gang führt in die 2,2 m lange und 1,3 m breite Kammer. Auf dem anderen Hügel steht eine alte Eiche.

## Tingstedet
Das Hünenbett Tingstedet (dt. Thingstätte), von dem vermutlich ein großer Teil in den Isefjord abgerutscht ist, stammt ebenfalls aus der Jungsteinzeit (etwa 3500 bis 2800 v. Chr.). Der bewahrte Teil des Hünenbettes misst noch 25 mal 8 m.